# 존 보이트
조너선 빈센트 "존" 보이트(영어: Jonathan Vincent "Jon" Voight, 1938년 12월 29일 ~ )는 미국의 배우이다. 안젤리나 졸리의 아버지이다.

## 출연 작품
- 모스트 원티드
- 에너미 오브 스테이트
- 아나콘다
- 미션 임파서블
- 툼레이더
- 챔프
- 알리
- 진주만
- 신비한 동물사전
- 내셔널 트레져
- 귀향 (78)
- 미드나잇 카우보이 (69)

## 수상 경력
- 1967년 씨어터월드어워즈 올해의 배우상
- 1969년 제34회 뉴욕비평가협회상 남우주연상
- 1970년 제4회 전미비평가협회상 남우주연상
- 1970년 로렐어워즈 신인남자배우상
- 1970년 제27회 골든글로브시상식 신인남우상
- 1970년 제23회 영국아카데미시상식 칼 포먼상
- 1978년 제31회 칸 영화제 남우주연상
- 1978년 제43회 뉴욕비평가협회상 남우주연상
- 1979년 제50회 미국비평가협회상 남우주연상
- 1979년 제36회 골든글로브시상식 드라마부문 남우주연상
- 1979년 제4회 LA비평가협회상 남우주연상
- 1979년 제51회 아카데미시상식 남우주연상
- 1979년 쇼 웨스트 컨벤션 어워즈 올해의 남자배우상
- 1986년 제43회 골든글로브시상식 드라마부문 남우주연상
- 1992년 케이블ACE어워즈 TV영화/미니시리즈부문 남자배우상
- 1995년 지포니영화제 프랑소와 트뤼포상
- 2001년 제72회 미국비평가협회상 평생공로상
- 2007년 제31회 몬트리올국제영화제 공로상
- 2014년 제71회 골든글로브시상식 TV부문 남우조연상
- 2015년 사인로컴국제영화제 평생공로상